# جريبوفسكي جي-29
طائرة جريبوفسكي جي-29 (بالروسية: Грибовский Г-29) هي طائرة شحن شراعية من تصميم الطيار السوفيتي فلاديسلاف جريبوفسكي والتي صممها أثناء عمله في مكتب التصميم التجريبي-28. بعد إنتاج 11 طائرة من هذا النوع بحلول نهاية العام 1941 غُير اسم الطائرة إلى 'جريبوفسكي جي-11' كونها تستوعب نقل 11 جنديًّا بالإضافة للطيار.
كانت الطائرة ذات أجنحة مرتفعة، ومصنوعة بالكامل من الخشب، ولها منظومة هبوط مكشوفة في الأسفل وقمرة قيادة مغلقة، ولم يُستخدم المعدن إلا بشكل محدود في أماكن وضع الأحمال. عند هبوط الطائرة، كان يُستخدم أيضًا زلاجة للهبوط، وفي تلك الحالة كان يتم طي جهاز الهبوط للخلف.

## مراحل تطوير الطائرة[2][1][3]
تم تقديم أمر التطوير في 7 يوليو 1941، وتم تسليم التصاميم الأولى في 11 يوليو. تم الانتهاء من النموذج التجريبي الأول بحلول أغسطس، وقامت الطائرة بأول طيران لها في 1 سبتمبر 1941، وقد أظهرت خصائص طيران كافية، لكن موقع مركز الثقل عندما يكون فارغًا يكون مختلًا نوعًا ما. ونتيجة لذلك، تم تحويل موضع الجناح إلى الأمام قليلاً. كان هناك أيضا اهتزازات في المنطقة الخلفية، الأمر الذي تطلب أيضًا تغيير التصميم. اكتملت اختبارات الطيران في 28 سبتمبر وبدأ الإنتاج الكمي للطائرة G-11. استمرت حتى يونيو 1942، عندما توقف الإنتاج بعد إنتاج 308 طائرة نظرًا لعدم وجود عدد كافٍ من طائرات السحب وقلة عدد طياري الطائرات الشراعية المتاحة آنذاك، كما كان من الصعب أيضًا تخزين الطائرات الخشبية. حينها تلقى جريبوفسكي الأمر لتطوير محرك مزدوج للطائرة G-29 وسميت بعد تركيب المحركين لها بـ جريبوفسكي جي-30.
في نهاية عام 1943 استؤنف إنتاج الطائرة G11 من جديد في ريازان، وحلَّقت أول طائرة تم تصنيعها هناك في مارس 1944 وكان يتم إجراء بعض التغييرات على الطائرة أثناء الإنتاج، حيث تم تكبير باب التحميل، وإلغاء الباب الموجود على الجانب الأيمن. كما حصلت الطائرات على تحكمًا مزدوجًا وتعزيزات هيكلية. تم إعطاء هذا الطراز تسمية جي-11 يو (G-11U). توقف إنتاج الطائرة مبدئيًا بعد نهاية الحرب العالمية الثانية في منتصف عام 1945، لكنه استؤنف لاحقًا في نفس العام واستمر حتى عام 1948.
تم استخدام النوع خصيصًا لتزويد الفدائيين وقد أثبتت موثوقيتها وسهولة استخدامها.

## المعلومات الفنية للطائرة
| الأوصاف                   | البيانات             |
| الطول                     | 10،84 م              |
| المدى بين الجناحين        | 18.00 م              |
| جناح الطائرة              | 30،00 متر مربع       |
| امتداد الجناح             | 10,8                 |
| الكتلة الصافية بدون حمولة | 1200 كجم             |
| الكتلة الكلية             | الحد الأقصى 2400 كجم |
| سرعة الانزلاق             | 146 كم / ساعة        |
| السرعة القصوى             | 280 كم / ساعة        |
| الاستيعاب                 | 11 شخصا              |

## روابط إنترنت
- "Грибовский Г-29 (Г-11)" (بالروسية). Retrieved 2018-12-27.